# Arnold Friedrich Johann Knüpffer

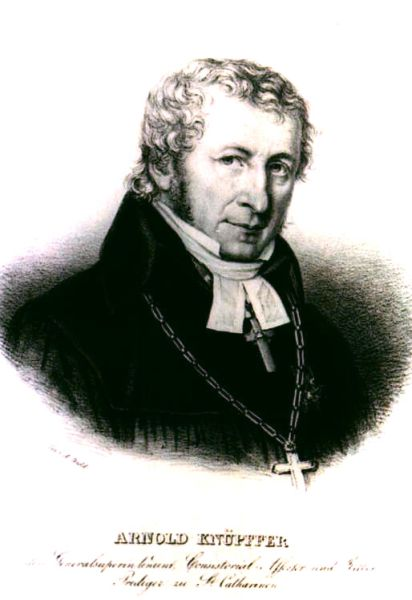

Arnold Friedrich Johann Knüpffer (* 24. Junijul. / 5. Juli 1777greg. in Juuru, Estland; † 3. Oktoberjul. / 15. Oktober 1843greg. in Kadrina) war ein deutschbaltischer Geistlicher und Erforscher der estnischen Sprache und Folklore.

## Leben

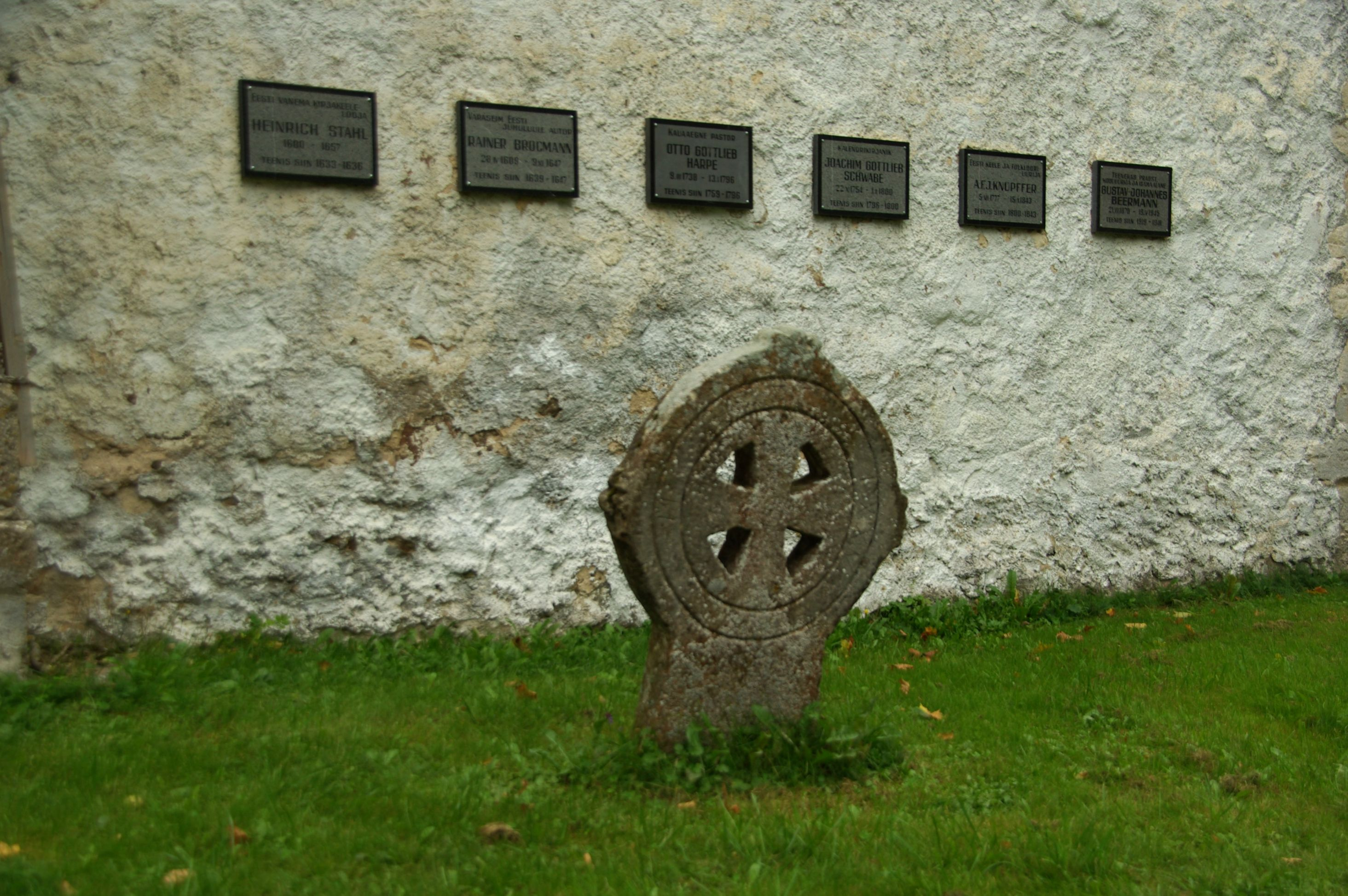
Gedenktafel für A. F. J. Knüpffer (2. von rechts) an der Mauer der Kirche von Kadrina

Knüpffer war der Sohn eines Pastors und besuchte von 1787 bis 1794 die Tallinner Domschule, anschließend studierte er von 1794 bis 1797 an der Universität Jena Theologie. Nach seiner Rückkehr nach Estland war er einige Jahre Hofmeister und ab 1800 bis zu seinem Tode Pastor in Kadrina. Ab 1817 war er nebenamtlich Assessor im Estländischen Provinzialkonsistorium. 1833 wurde er zum Generalsuperintendenten von Estland ernannt, gab dieses Amt aber schon im nächsten Jahr wieder auf, um sich seiner Gemeinde besser widmen zu können. Sein Nachfolger wurde Carl Christian Friedrich Rein.
1841 wurde er zum Ehrenmitglied der Gelehrten Estnischen Gesellschaft gewählt.

## Werk
Knüpffer interessierte sich besonders für die estnische Volksdichtung und sammelte Volkslieder. Teilweise veröffentlichte er sie in Rosenplänters Beiträgen, andere nahm Alexander Heinrich Neus in seine Volksliedsammlung auf. Knüpffer erwähnte 1817 in einer Fußnote zu einem Wörterverzeichnis in Rosenplänters Beiträgen erstmals den sagenhaften Helden Kalevipoeg und war damit einer der Wegbereiter des späteren estnischen Nationalepos von Friedrich Reinhold Kreutzwald.
Außerdem verfasste Knüpffer erbauliche Schriften auf Estnisch und beschäftigte sich mit der estnischen Sprache. Auf diesem Gebiet war er der erste, der das deutsch-lateinische Grammatikschema, das in den früheren estnischen Grammatiken von Heinrich Stahell (1637), Johann Gutslaff (1648), Heinrich Göseken (1660), Johann Hornung (1693), Anton thor Helle (1732) und August Wilhelm Hupel (1780) noch vorherrschte, verließ und 1817 für eine Orientierung am Finnischen plädierte, wie sie 1843 mit der Grammatik von Eduard Ahrens tatsächlich erfolgte. Er lieferte auch die Vorarbeiten für Hugo Richard Pauckers Buch Ehstlands Geistlichkeit in geordneter Zeit- und Reihefolge (1849).

## Bibliographie
- Jutlus Eestima Tallorahwa ue seädusse kulutamisse jures ('Predigt anlässlich der Verkündung des neue Bauerngesetzes in Estland'). Tallinn: Gressel 1817. 16 S.
- Bemerkungen über die Declinations- und Casusformen der Ehstnischen Sprache. Reval: Gressel 1817. 12 S.
- Bemerkungen über O. W. Masing's Beitrag zur ehstnischen Orthographie / von einem Freunde der ehstnischen Sprache. Pernau: Marquardt 1826. 34 S.
- Beitrag zur Geschichte des Ehstländischen Prediger-Synodus. Reval: Gressel 1827. 17 S.